# Decisões em esportes de combate
Nos esportes de combate, uma decisão é um resultado da luta que não termina em um nocaute no qual os scorecards dos juízes são consultados para determinar o vencedor; a maioria dos juízes deve concordar com um resultado. Uma luta pode acabar em uma vitória para um atleta, um empate, ou sem decisão.

## Pontuação
Se uma luta termina sem que nenhum lutador fique nocauteado, a luta é decidida com base nos scorecards dos juízes. Na maioria das lutas do boxe profissional e de artes marciais misturadas (MMA), há geralmente três juízes.
Em um "sistema de dez pontos", um juiz deve premiar um lutador que ele / ela julgou como "vencedor do round" com dez pontos, enquanto o outro boxeador recebe nove pontos ou menos. Se um juiz sente que não havia um vencedor claro em um round, ele / ela deve premiar os dois lutadores com dez pontos. Isso não inclui deduções pontuais dos árbitros, então pode haver rodadas onde nenhum lutador marcou dez pontos.
No final da luta, cada juiz vai contar as pontuações para determinar qual lutador tinha vencido, se houver, de acordo com a contagem do juiz; um lutador que "ganhou" a maioria dos rounds geralmente possui mais pontos. Se um lutador acaba com uma quantidade maior de pontos, esse lutador "ganhou" naquele scorecard dos juizes. Um lutador tem que "ganhar" em pelo menos dois scorecards para ganhar a luta. Se nenhum lutador "ganhou" em pelo menos dois scorecards, a luta termina em um empate; em lutas por um título, o campeão geralmente mantém o cinturão em caso de um empate. Os escores não necessariamente têm que ser idênticos em decisões unânimes.

## Exemplo
Na tabela abaixo, a luta é travada por lutadores dos corners azuis e vermelhos e não ocorreu nocaute por nenhum dos atletas.
| Vencedor no scorecard do juiz | Vencedor no scorecard do juiz | Vencedor no scorecard do juiz | Contagem nos scorecards | Contagem nos scorecards | Contagem nos scorecards | Decisão             | Resultado da luta | Exemplo real                               |
| ----------------------------- | ----------------------------- | ----------------------------- | ----------------------- | ----------------------- | ----------------------- | ------------------- | ----------------- | ------------------------------------------ |
| Vencedor no scorecard do juiz | Vencedor no scorecard do juiz | Vencedor no scorecard do juiz | Vermelho                | Azul                    | Empate                  | Decisão             | Resultado da luta | Exemplo real                               |
| Vermelho                      | Vermelho                      | Vermelho                      | 3                       | 0                       | 0                       | Decisão unânime     | Vermelho vence    | Mike Tyson vs. Tony Tucker                 |
| Empate                        | Azul                          | Azul                          | 0                       | 2                       | 1                       | Decisão majoritária | Azul vence        | Manny Pacquiao vs. Juan Manuel Marquez III |
| Azul                          | Vermelho                      | Vermelho                      | 2                       | 1                       | 0                       | Decisão dividida    | Vermelho vence    | Oscar De La Hoya vs. Floyd Mayweather      |
| Azul                          | Vermelho                      | Empate                        | 1                       | 1                       | 1                       | Empate dividido     | Empate            | Evander Holyfield vs. Lennox Lewis         |
| Empate                        | Empate                        | Vermelho                      | 1                       | 0                       | 2                       | Empate majoritário  | Empate            | Bernard Hopkins vs. Jean Pascal            |
| Empate                        | Empate                        | Empate                        | 0                       | 0                       | 3                       | Empate unânime      | Empate            | Chris John vs. Rocky Juarez I              |

## Outras resoluções
Uma luta pode terminar em outras circunstâncias:
- Uma "decisão técnica" acontece quando uma luta tem de ser interrompida por causa de uma lesão acidental. Se a luta superou um certo número de rounds, os scorecards dos juízes podem ser usados para determinar um vencedor, como acima.
  - Um "no contest" é usado para descrever uma luta que termina por razões externas, o que não resulta em uma vitória, uma perda ou um empate.
  - Um "empate técnico" ocorre quando os árbitros não podem determinar um vencedor.
  - A "decisão técnica do árbitro" acontece quando um lutador ou seu corner se recusa a continuar. O lutador perde a luta.
- Em uma "desqualificação", o lutador desclassificado perde a luta.
  - Em desqualificações duplas, quando ambos os lutadores são desqualificados, a luta é governada como um "no contest".
- Uma finalização acontece quando um lutador cede ao adversário; o lutador que desiste perde a luta.
  - A "finalização técnica" acontece se um árbitro ou médico para a luta quando um lutador é incapaz de continuar no combate.